# Quingué
Quingué ist ein Ort im Zentrum des Distrikts Mé-Zóchi auf der Insel São Tomé im Inselstaat São Tomé und Príncipe.

## Geographie
Der Ort liegt südwestlich von Trindade bei Santa Fé an der Abzweigung nach Milagrosa.